# Demos Commander
Demos Commander (Deco) — файловый менеджер с открытым исходным кодом, работающий на платформе Unix.

## История

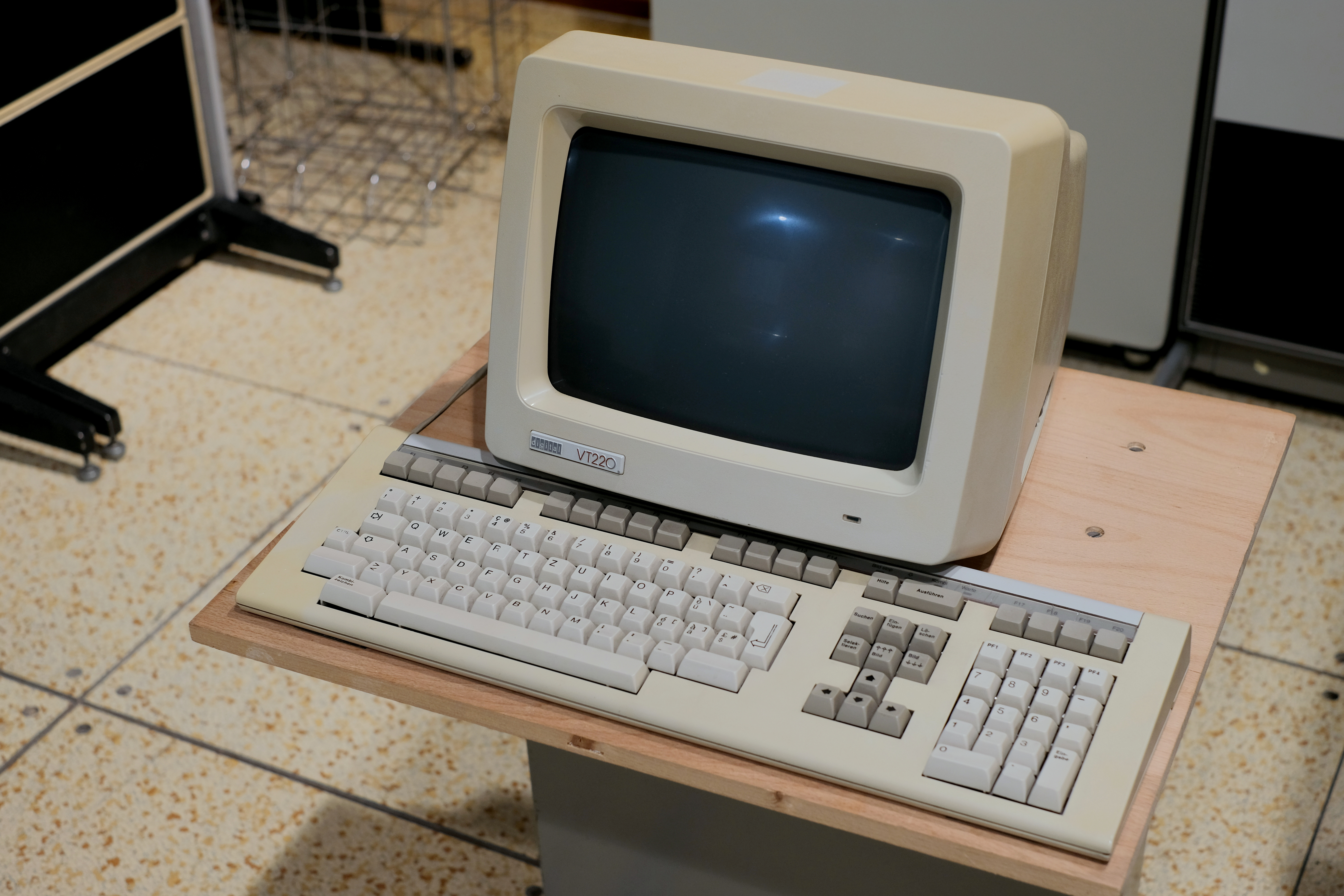
Терминал DEC VT220

Файловый менеджер был создан программистом МНИОПК «Демос» Сергеем Вакуленко в 1989 году. Поддерживает русский и английский языки. Был написан на языке Си. Используется по настоящее время.
Первые Unix-системы работали исключительно в режиме командной строки, что было достаточно неудобно по сравнению с уже имеющимися в то время в MS-DOS файловыми менеджерами. Поэтому появление файлового менеджера для Unix было только делом времени. Конечно, качество Demos Commander было ограничено возможностями терминалов, которые использовались на первых компьютерах, работающих под OC Unix, например VT220. Но последующие варианты этой линейки терминалов уже могли отображать векторную графику и имели цветной дисплей.